# Zapłużek
Zapłużek – dodatkowy, mniejszy korpus płużny montowany za głównym korpusem płużnym.
Zapłużek wykorzystywany jest w pługach agromelioracyjnych do orki agromelioracyjnej gleb lekkich. Zadaniem zapłużka jest ścięcie górnej warstwy gleby i skierowanie jej na dno bruzdy wyoranej przez korpus główny. Przed zapłużkiem umieszczany jest krój tarczowy.
Przedłużek, montowany za ostatnim korpusem płużnym, może także służyć do poszerzania ostatniej bruzdy, w której prowadzone są szerokie koła rolniczego ciągnika ciężkiego. Dzięki temu koła nie ugniatają w bruździe części odłożonej skiby, co może dziać się w przypadku zbyt wąskiej bruzdy.